# J.P. Solossa
Jacobus Perviddya Solossa, född 1948, död 19 december 2005, guvernör i den indonesiska provinsen Papua från 23 november 2000 till sin död.